# Paracheirodon axelrodi
Pour les articles homonymes, voir Cardinalis.
Espèce
Synonymes
- Cheirodon axelrodi
- Hyphessobrycon axelrodi

Statut de conservation UICN

 NE  : Non évalué
Paracheirodon axelrodi, communément appelé Cardinalis mais aussi appelé Néon rouge, Tétra cardinal et néon cardinalis, est un petit poisson tropical de la famille des Characidés, très populaire en aquariophilie. Une eau douce à légèrement acide, filtrée sur tourbe et dans un aquarium bien planté est idéal pour ce poisson qui vit en banc (grégaire) d'une centaine d'individus dans son milieu naturel.

## Répartition géographique
Ce petit poisson est originaire d'Amérique du Sud, plus précisément de l'Amazonie où il utilise ses couleurs vives pour ne pas perdre la trace de son banc dans des eaux où les matières organiques sont nombreuses, entraînant une couleur ambrée et sombre de l'eau.

## Description
Très proche du néon bleu, il s'en distingue par la ligne rouge plus étendue qui arrive jusqu'au départ de la nageoire caudale et une taille légèrement plus grande et plus effilée. Sa maintenance en aquarium est facilitée par le fait qu'il est plus tolérant vis-à-vis des températures qui peuvent être plus élevées. À l'âge adulte, Paracheirodon axelrodi mesure environ 3 cm (1,2 po), autant pour la femelle que le mâle. Le mâle est svelte par rapport à la femelle, et sa ligne bleue serait plus rectiligne que celle de la femelle.

## Espèces proches
Deux espèces lui ressemblent beaucoup :
- Paracheirodon innesi, le Néon bleu
- Paracheirodon simulans, le faux "tétra néon"

## Comportement, maintenance

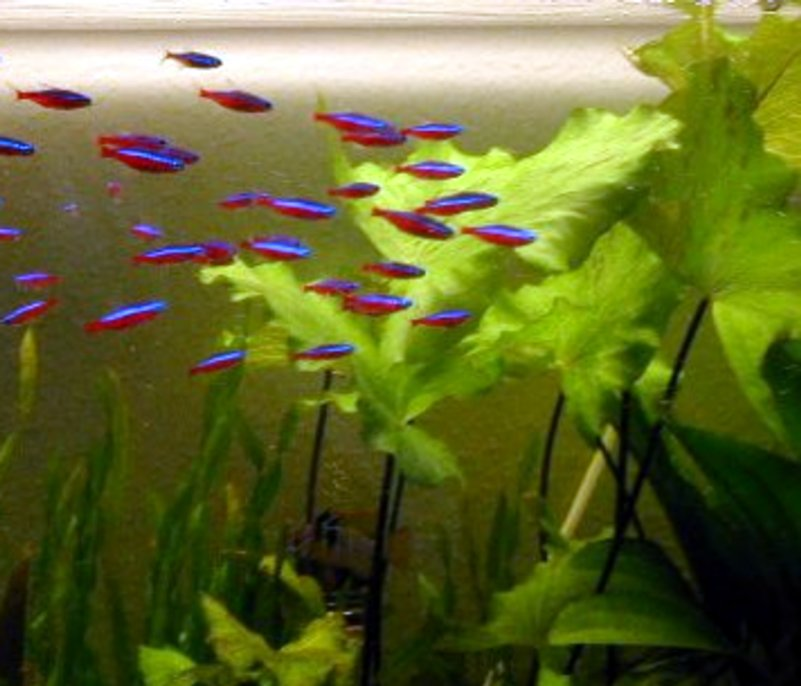
Un banc en aquarium

Le néon (nom donné à cause de ses couleurs aux reflets métalliques) est un poisson très paisible et grégaire, qui doit toujours être maintenu en groupe d'une dizaine d'individus au minimum. Il faut à tout prix lui éviter le stress intense ou de longue durée et les chocs brutaux, sinon il perdra rapidement ses couleurs et il pourra en mourir. Il ne faut pas le faire cohabiter avec des espèces trop vives, encore moins avec de gros poissons qui le dévoreront (les scalaires sont déconseillés). Pour le maintenir correctement, le pH doit être compris entre 6 et 7. Il vit en eau douce chaude; c'est un poisson d'Amérique du Sud. Une température entre 24 et 28 °C sera idéale. La dureté devra être comprise entre 2°d GH et 10°d GH. Un bac d'au minimum 80 cm de long (100 ou 120 cm conseillé) et bien planté, une filtration sur tourbe serait idéale. Le pH de l'eau là ou vit Paracheirodon axelrodi est d'environ 6,6.
| Origine         | Amérique du Sud (Amazonie)           | Eau           | eau douce                                         |
| Dureté de l'eau | 0 à 8 °GH                            | pH            | 6,5                                               |
| Température     | 24 à 28, optimale: 26 °C             | Volume mini.  | 80 litres longueur de 80cm minimum (idéal 100 cm) |
| Alimentation    | Flocons, artémia, nourriture vivante | Taille adulte | 5 cm                                              |
| Reproduction    | Ovipare                              | Zone occupée  | Milieu                                            |
| Sociabilité     | Grégaire, 10 individus minimum       | Difficulté    | délicat                                           |

## Alimentation
Omnivore à tendance carnivore. Il accepte les paillettes mais préfère le vivant, ou le congelé à défaut. Bien varier la nourriture. Le jeûne est à pratiquer occasionnellement, car il a tendance à grossir. Un poisson en bonne santé est un poisson avec le ventre plat.

## Reproduction
Dans un petit bac spécifique, y installer le soir un couple. La ponte a lieu le matin après une parade. Le couple fraie au-dessus des plantes, on le retire une fois la ponte terminée pour que les parents ne dévorent pas les œufs. L'éclosion a lieu en 24 heures, et la nage libre en 5 jours. Une ponte donne entre 70 et 250 petits. Après 14 jours, les jeunes se colorent en rouge et, entre 18 et 21 jours, on voit apparaître la bande longitudinale bleu-vert brillante.

## Galerie

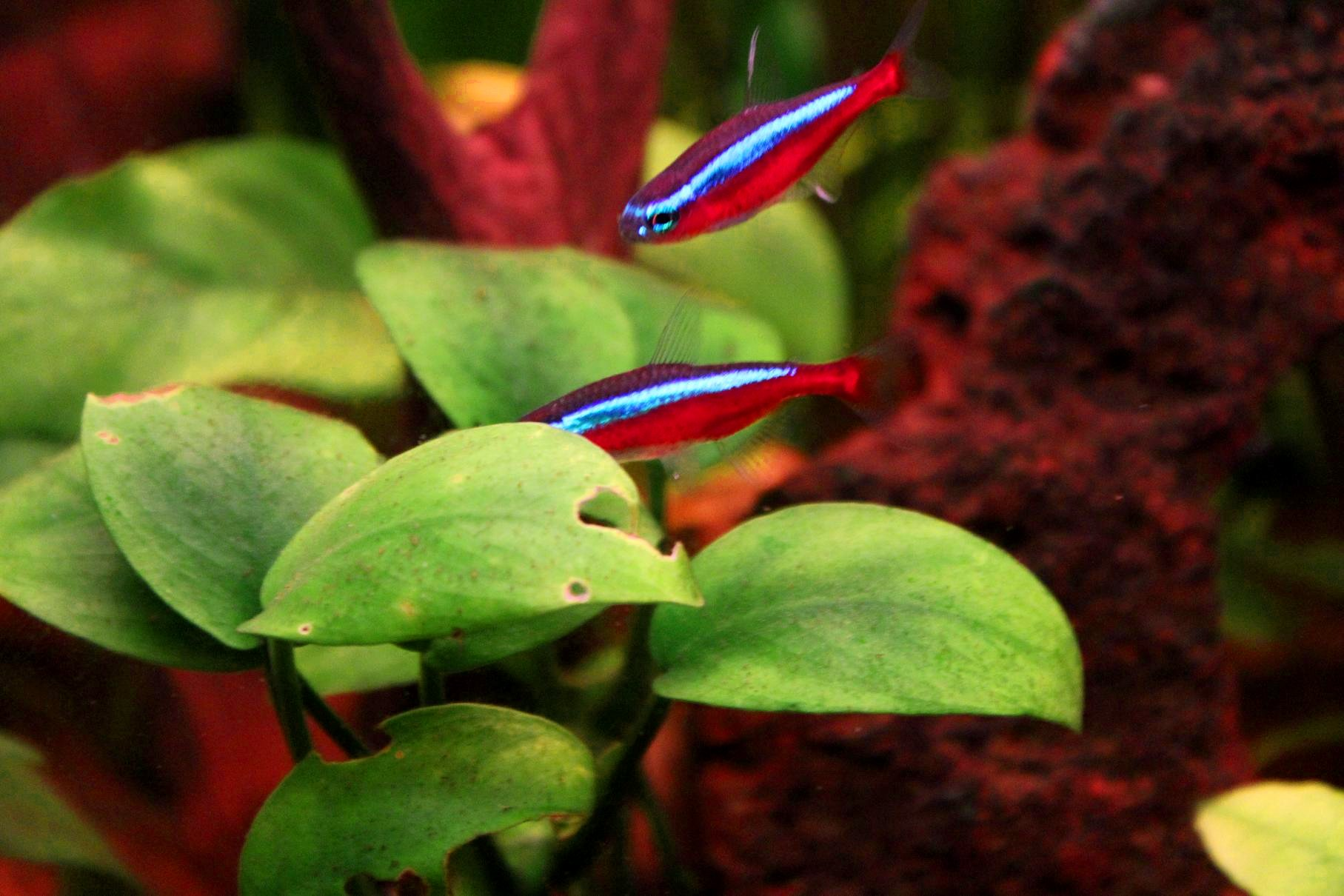
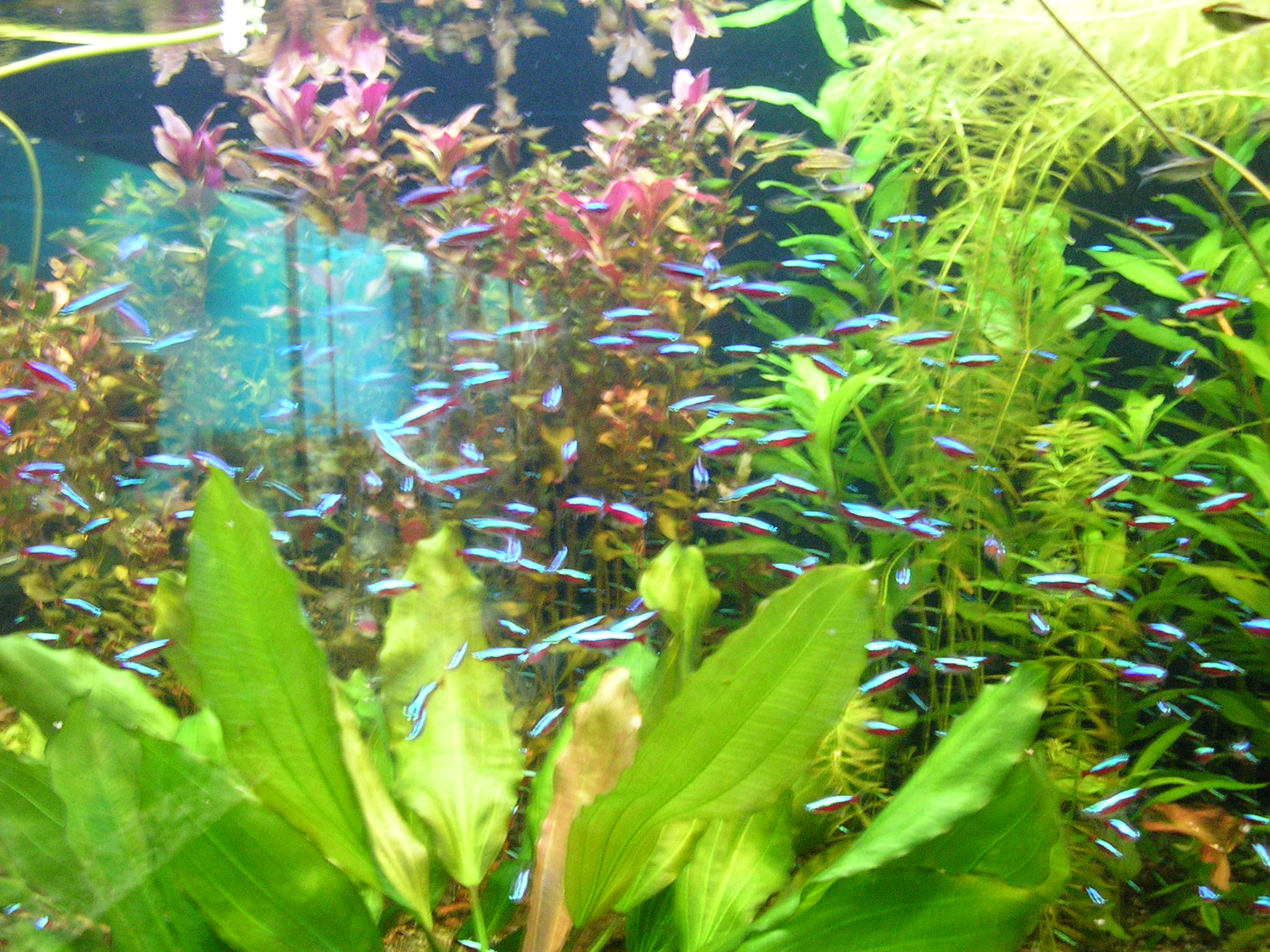
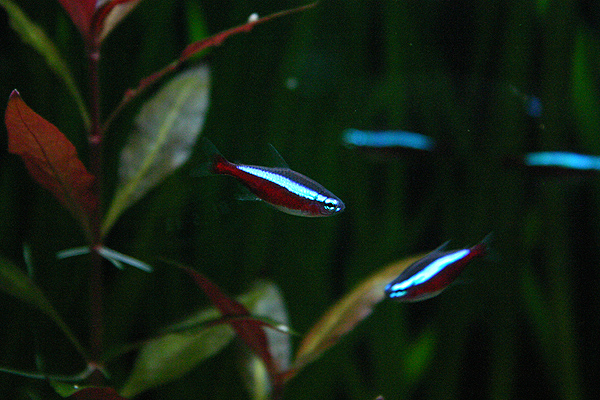
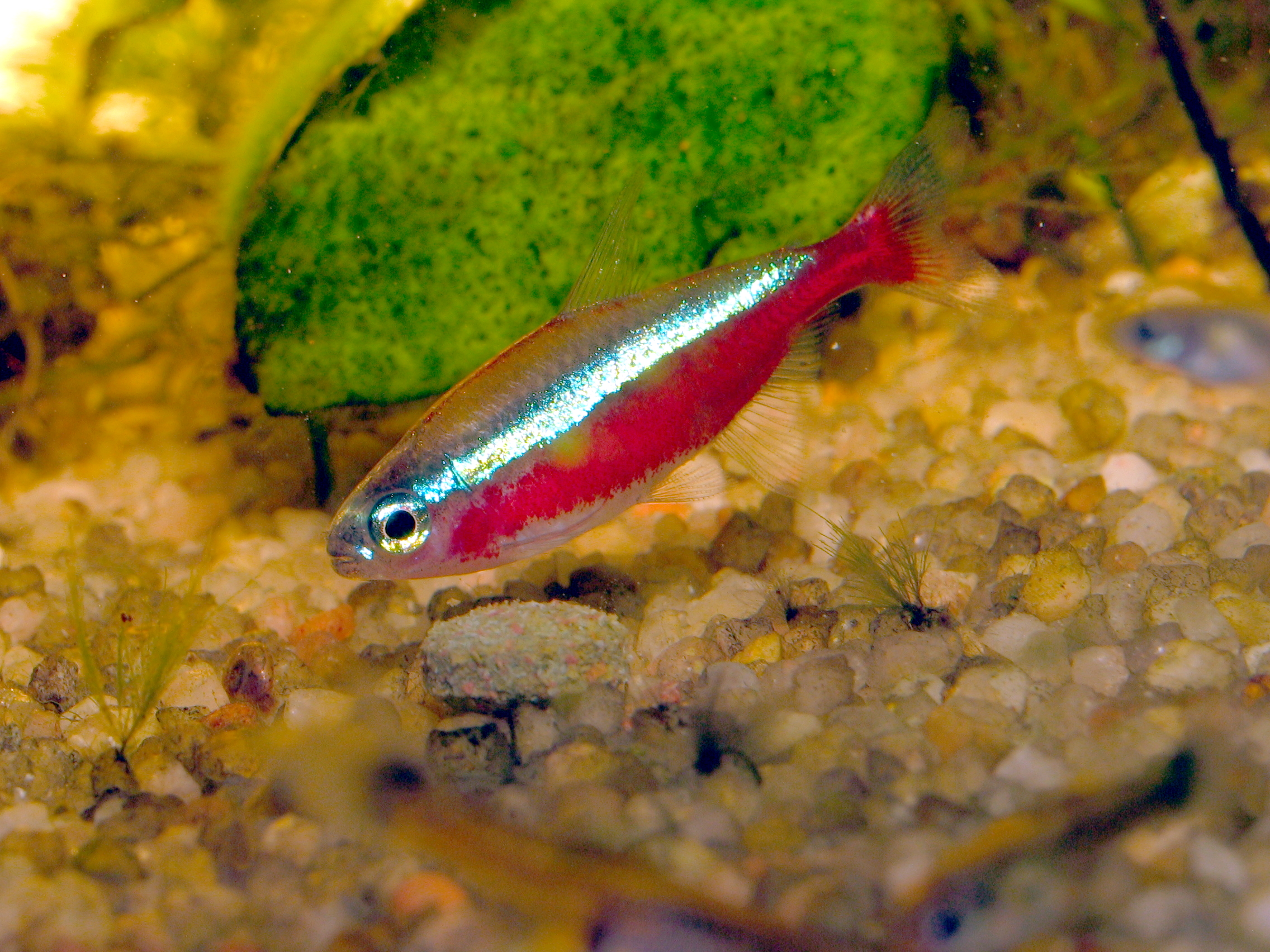
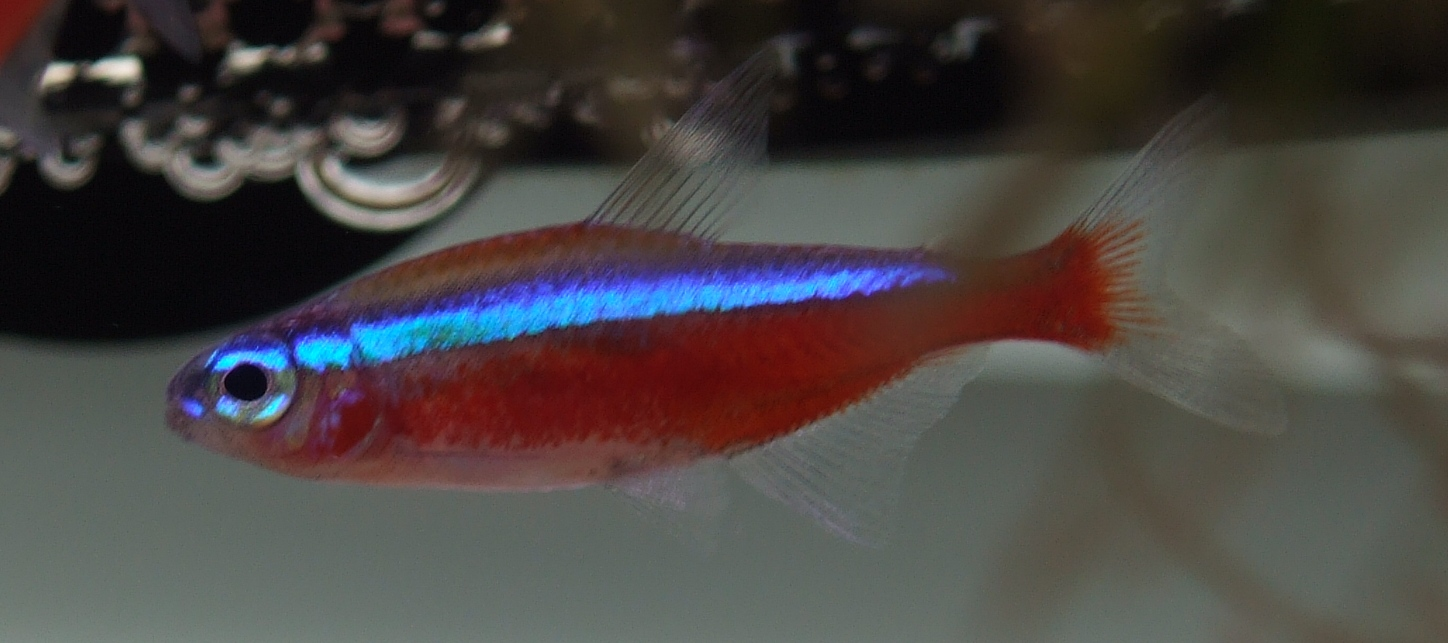